# リニア実験線

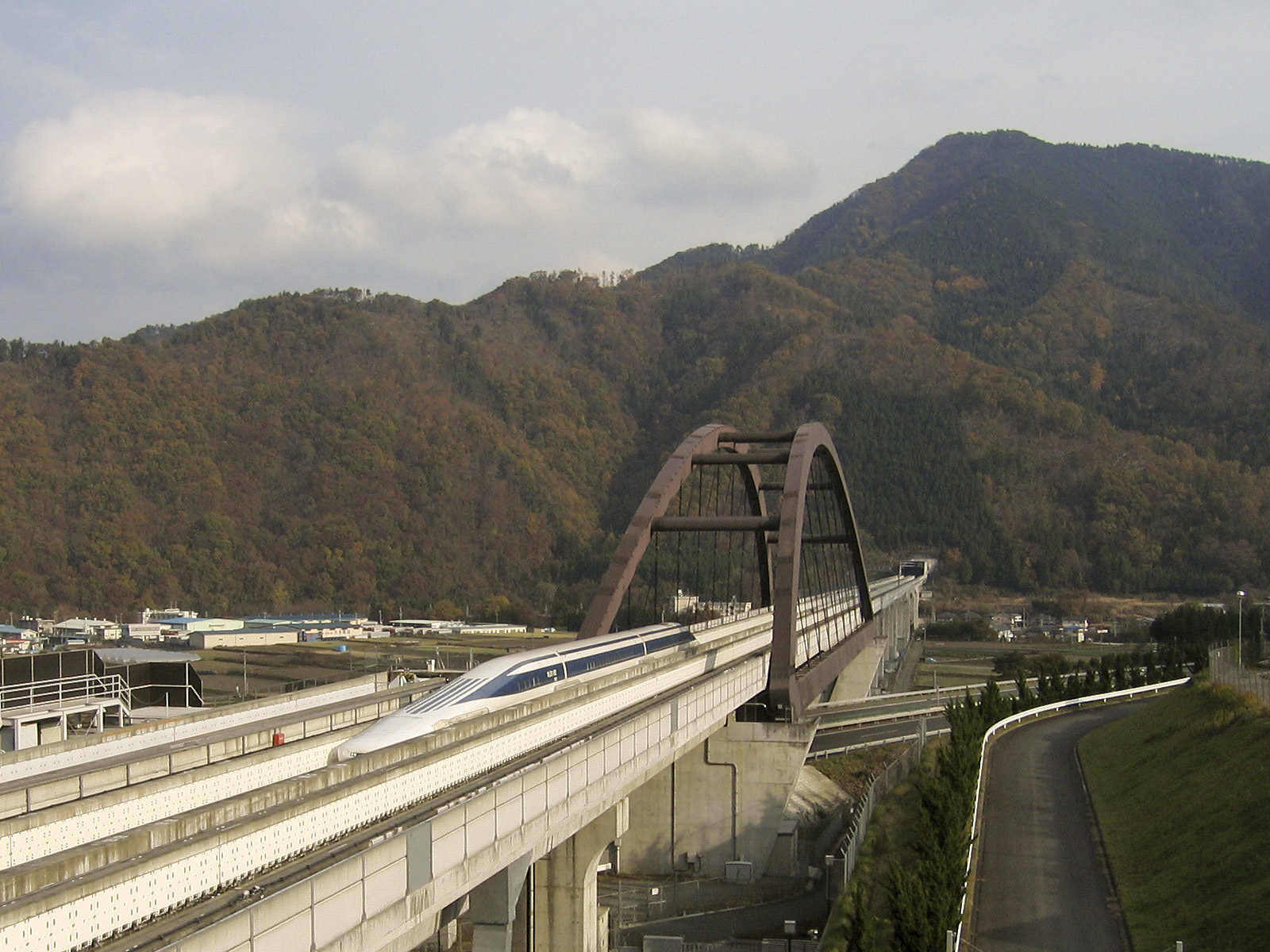
山梨リニア実験線
中央自動車道富士吉田線を横断する小形山架道橋。

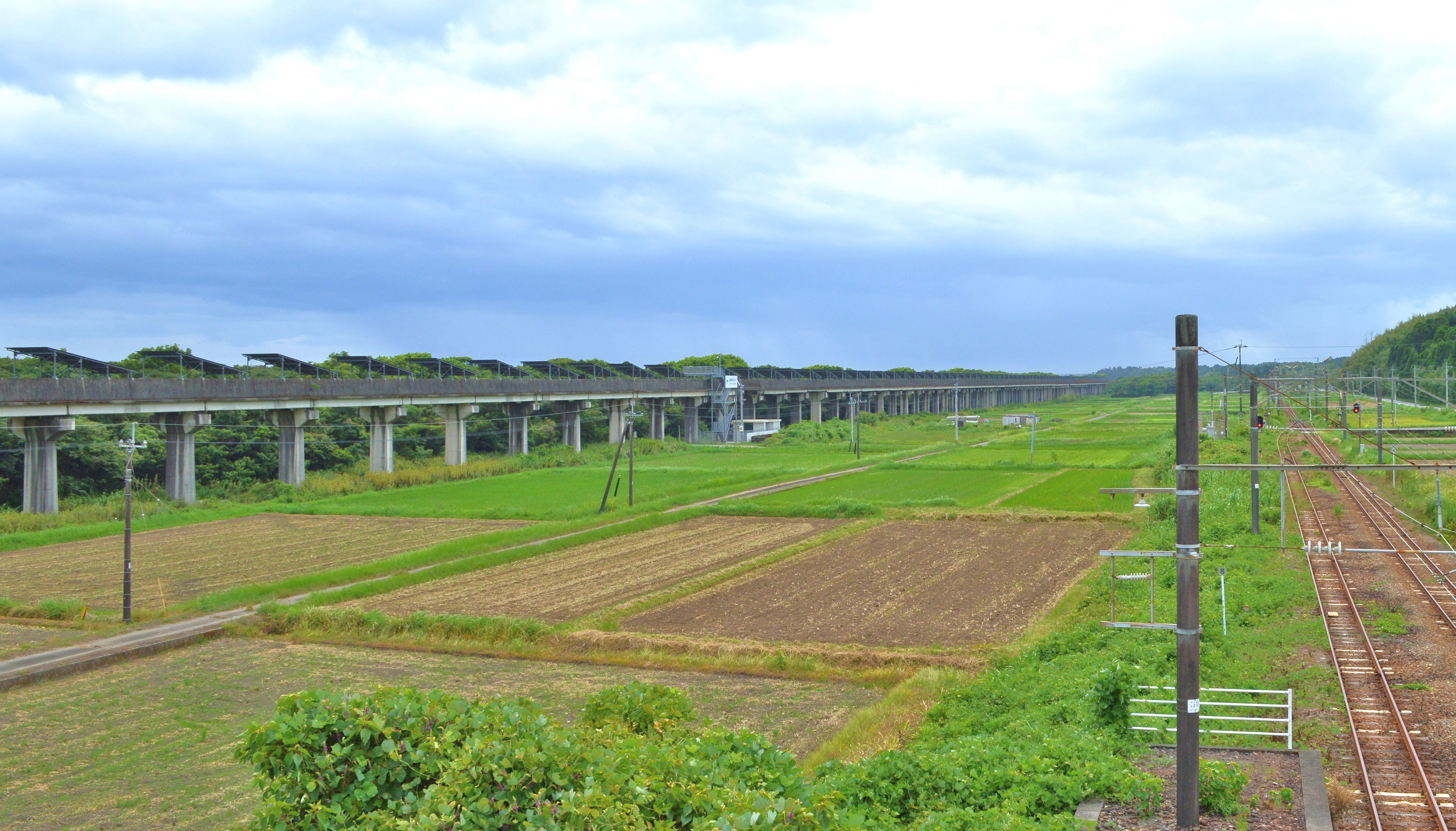
宮崎リニア実験線
現在リニアは走行しておらず、ソーラーパネルが設置されている。右は日豊本線。

リニア実験線（リニアじっけんせん）は日本における磁気浮上式鉄道（超電導リニア）の実験用線路である。

## 概要
鉄道総合技術研究所（鉄道総研）と東海旅客鉄道（JR東海）が開発している超電導リニアの研究施設として、これまでに宮崎県と山梨県にリニア実験線が建設された。国鉄時代の1977年（昭和52年）に開設された宮崎実験線は、1996年（平成8年）に走行実験を終了し、その後はエアロトレインの実験や大規模な太陽光発電に使用されている。1996年（平成8年）開設の山梨実験線は、18.4kmの先行区間で2011年（平成23年）まで走行実験が行われた後、2013年（平成25年）には当初計画の全線を完成させる延長工事が完成し、現在は総延長42.8kmの区間で走行試験が行われている。山梨実験線は2035年開業予定の中央新幹線の一部として利用される予定である。
なお、HSSTの実験線としては、神奈川県川崎市の東扇島と愛知県名古屋市の大江実験線があったが、いずれも所期の開発が一段落したことで廃線となっており、現在は三菱重工業三原製作所和田沖工場（広島県三原市）内の総合交通システム検証施設「MIHARA試験センター（MTC）」に存在している。

## 宮崎実験線
日本国有鉄道（国鉄）では、国分寺市にある鉄道技術研究所（後の鉄道総研）の構内で短い試験線を敷設して磁気浮上式鉄道の研究を進めてきた。この技術開発の成果を受けて、初めての本格的な実験線として建設されたのが宮崎実験線である。1974年（昭和49年）に国鉄の浮上式鉄道開発会議で建設が決定された。
建設に際しては全国で何箇所かの建設候補地が挙げられたが、最終的に宮崎県の日向市から都農町にかけての日豊本線沿線に決定された。これは、国鉄のリニアモーターカー開発を推進してきた京谷好泰が、狩勝実験線で列車脱線事故に関する研究を行っていた際に、実験で使用した無線電波によって周辺の農家にテレビの受信障害を起こしてしまったものの、理解を得られて実験を継続することができたという経験から、「地方は素朴で最適な場所」と感じたことが影響しているという。京谷は当時の磯崎叡国鉄総裁からリニア実験線の建設地について聞かれて、東京から離れた土地を希望した。これが宮崎に建設されるひとつのきっかけであったとされ、実際に宮崎ではリニアモーターカーの実験に周囲からの多大な協力があったという。
こうして1974年（昭和49年）から宮崎実験線に着工し、1977年（昭和52年）4月に実験センターが発足、同年7月に最初に完成した1.3 kmの区間で実験が始まった。その後順次延伸工事が進められ、1979年（昭和54年）8月に当初の計画通りの全線7.0 kmが完成した。実験線は全線が単線で、終点付近に半径1万メートルというわずかな曲線があるだけでほぼ直線で、勾配も日豊本線を横断する部分に5 ‰とわずかにあるだけである。この実験線でML500を用いて速度試験が行われ、1979年（昭和54年）12月に無人運転で517 km/hの速度記録を達成した。これは宮崎実験線における最高速度記録である。
当初の実験線は、逆T字形のガイドウェイを採用していた。ガイドウェイの底面に浮上用のコイルが、突起している部分の側面に推進・案内用のコイルが配置されており、それぞれに対応する超電導電磁石（超電導コイル）が車両側に搭載されていた。この形状を採用したのは、車両の重心近くに推進・制動力を発生させることができて、運動的に安定だからである。しかしこの形状を採用したために、車体の中央近くにガイドウェイの突起が通ることになり、人を乗せられるだけのスペースを作ることができなかった。
1980年（昭和55年）からは、乗車スペースの確保を目的としてガイドウェイをU字形に変更した。このガイドウェイでも底面に浮上用のコイルが、両側面に推進・案内用のコイルが配置されているが、これに対して車上の超電導電磁石は大型化技術の進歩により浮上・推進・案内を1つの磁石でこなせるようになり、車体の両側面に配置された。車内には座席が配置され、有人での試験を行えるようになった。1980年（昭和55年）からMLU001、1987年（昭和62年）からMLU002が運転を開始した。しかしMLU002は1991年（平成3年）に実験中に火災を起こして焼失した。この教訓を受けて対策を施したMLU002Nが1993年（平成5年）1月に導入され、この車両が宮崎実験線における有人走行の速度記録である411 km/hを1995年（平成7年）1月に達成した。
宮崎実験線ではこうして超電導磁気浮上鉄道の技術を着々と開発してきたが、これ以上の技術開発を行ううえでの問題点も明らかとなってきた。実験線はほとんど直線で曲線や勾配がほとんどなく、こうした区間を走行するときのデータを得られない。また距離が7 kmと短いので、500 km/hで走行する時間はごく短く、長期の耐久試験などができない。トンネルも存在しないので、トンネル突入時に生じるトンネル微気圧波などの影響を評価することができず、単線であるため高速での列車同士のすれ違い実験を行うこともできない。こうしたことから、より距離の長く様々な実験条件を備えた実験線が必要とされるようになった。
1987年（昭和62年）12月に、運輸大臣に就任した直後の石原慎太郎が宮崎実験線を視察し、MLU002に試乗した。その後記者会見において「鶏小屋と豚小屋の間を走っている格調の低い実験線では十分なことはできない。昭和63年度予算では実用化のため、新実験線の立地調査費を計上したい」と述べて、新実験線の計画が動き出した。新実験線は山梨県に建設されることになり、1996年（平成8年）をもって宮崎実験線でのリニア走行試験は終了した。宮崎実験線では、ゲートターンオフサイリスタ (GTO) インバータを利用した電力変換所（変電所）や、リニアモーターカー用の分岐器、浮上用コイルをガイドウェイ底面ではなく側面に配置する側壁浮上方式、弾性支持方式の台車などの開発が行われた。また、超電導が突然失われるクエンチ現象に関する究明がMLU002を中心に進められてその対策が講じられた。ガイドウェイの建設に関しても、側壁を工場で生産して一緒にコイルの埋め込みまで行ってしまうビーム方式、側壁を現地で施工して、別途コイルを埋め込んだパネルを取り付けるパネル方式、現地で施工した側壁に現地でコイルを取り付ける直付け方式の3つが試験・比較された。
リニア走行試験終了後の宮崎実験線では、1998年（平成10年）から東北大学の研究グループがエアロトレインの走行試験を行っている。2002年には2号機が有人走行に成功、2010年9月9日には3号機のテスト走行に成功しており、2011年6月には3号機による有人での時速200km走行実験に成功した。現在では「日向灘実験施設」として、東北大学と宮崎大学の共同研究施設として整備棟と実験線の一部が使用されている。
2011年2月から国際航業グループが実験線の軌道上方に太陽電池パネルを並べることでメガソーラー太陽光発電所として利用している。「都農第1発電所」は検証用に作られた太陽光発電所で太陽電池パネル442枚、総出力50kW。3種類の太陽電池パネルを使いそれぞれの発電効率を調べた。その結果を基に、CIS系（カルコパイライト系）太陽電池を採用した太陽電池パネル12,520枚、総出力1,000kWとなるメガソーラー「都農第2発電所」が作られた。都農町側の3.6kmを用いた世界でも稀な細長いメガソーラーとなっている。
2014年3月より、ニコンが東北大学の小濱泰昭と共同で、空気マグネシウム電池のマグネシウム循環社会構想に必要な太陽熱によってマグネシウムを還元する実証実験を旧リニア実験施設（先述の日向灘実験施設の一部）を利用して開始した。

### 宮崎実験線基本データ
- 延長距離：7.0 km
- 複線区間：なし
- 所在地：宮崎県日向市、都農町
- 開設：1977年（昭和52年）

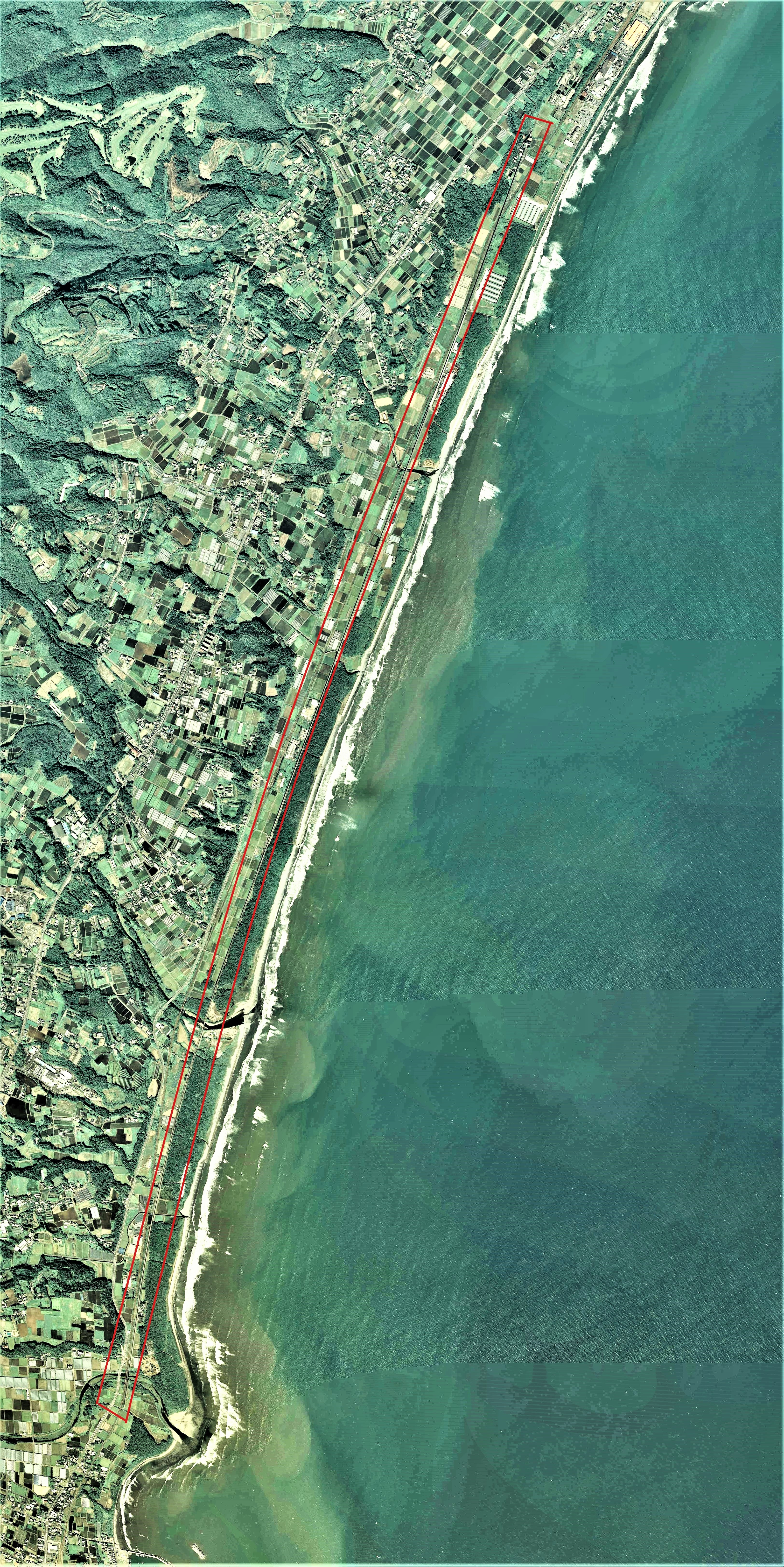
宮崎実験線周辺の空中写真。
実験線を赤色の枠で囲んで示す。
2008年10月15日撮影の9枚を合成作成。

  - 1996年（平成8年）：リニア走行試験終了
- 最急勾配：5 ‰
- 最小曲線半径：10,000 m
- 最寄の鉄道駅：東都農駅（日豊本線）

### 宮崎実験線年表
- 1974年（昭和49年） - 宮崎実験線建設決定、着工。
- 1977年（昭和52年）
  - 4月 - 浮上式鉄道宮崎実験センター開設。
  - 7月 - 当初の1.3 kmの区間が完成、ML500による実験開始。
- 1979年（昭和54年）
  - 5月 - ヘリウム冷凍機搭載のML500Rの実験開始。
  - 8月 - 実験線全線7.0 kmが完成。
  - 12月21日 - 宮崎実験線における最高速度記録、517 km/hをML500で達成。
- 1980年（昭和55年）11月 - ガイドウェイをU字形に変更、MLU001（1号車）実験開始。
- 1981年（昭和56年）11月 - MLU001 3号車完成。
- 1982年（昭和57年）
  - 9月 - MLU001による初めての有人走行実験。
  - 11月 - MLU001 2号車完成、3両編成による試験開始。
- 1987年（昭和62年）
  - 3月 - MLU002完成。
  - 4月 - 国鉄分割民営化により、財団法人鉄道総合技術研究所に引き継がれる。
  - 5月 - MLU002実験開始。
- 1989年（平成元年） - MLU001運用終了[15]。
- 1990年（平成2年）3月 - 宮崎実験線起点1.3 km付近に分岐装置を設置して試験を実施。
- 1991年（平成3年）
  - 6月 - 側壁浮上方式の実験開始。
  - 10月3日15時40分ごろ - MLU002に車両火災が発生し焼失する[16]。
- 1992年（平成4年）5月 - MLU001を復帰させて走行実験再開[15]。
- 1993年（平成5年）
  - 1月 - MLU002Nが完成[5]。
  - 3月26日 - 牽引車によるMLU002Nの牽引走行試験開始[17]。
  - 5月30日 - MLU002Nによる本格的な走行試験を開始[17]。
- 1995年（平成7年）1月26日 - 宮崎実験線での有人運転での最高速度記録、411 km/hをMLU002Nで達成[18]。
- 1996年（平成8年） - リニア走行実験終了。
- 1998年（平成10年） - 東北大学・宮崎大学の研究グループによりエアロトレインの実験が開始される。

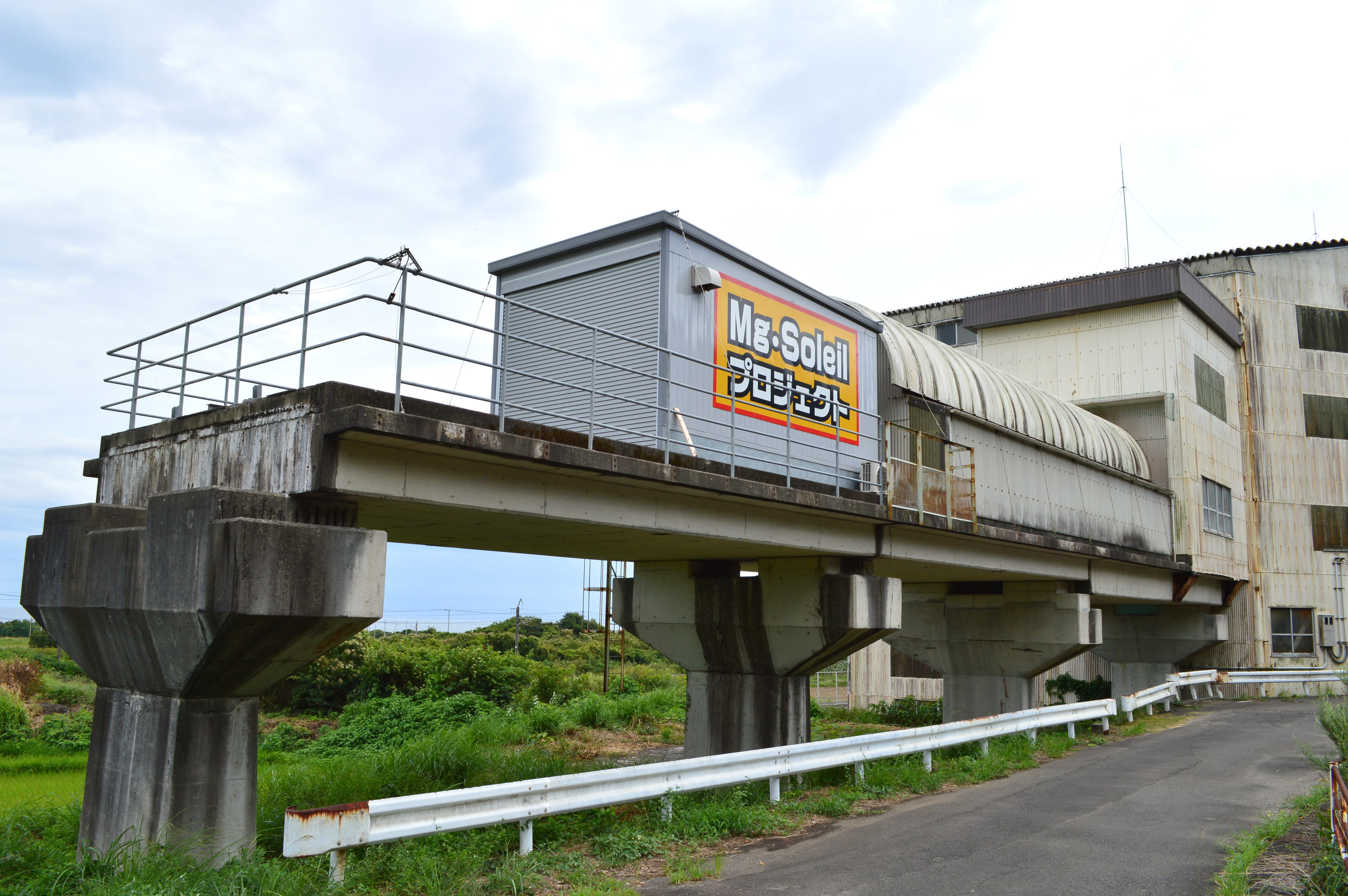
美々津側末端
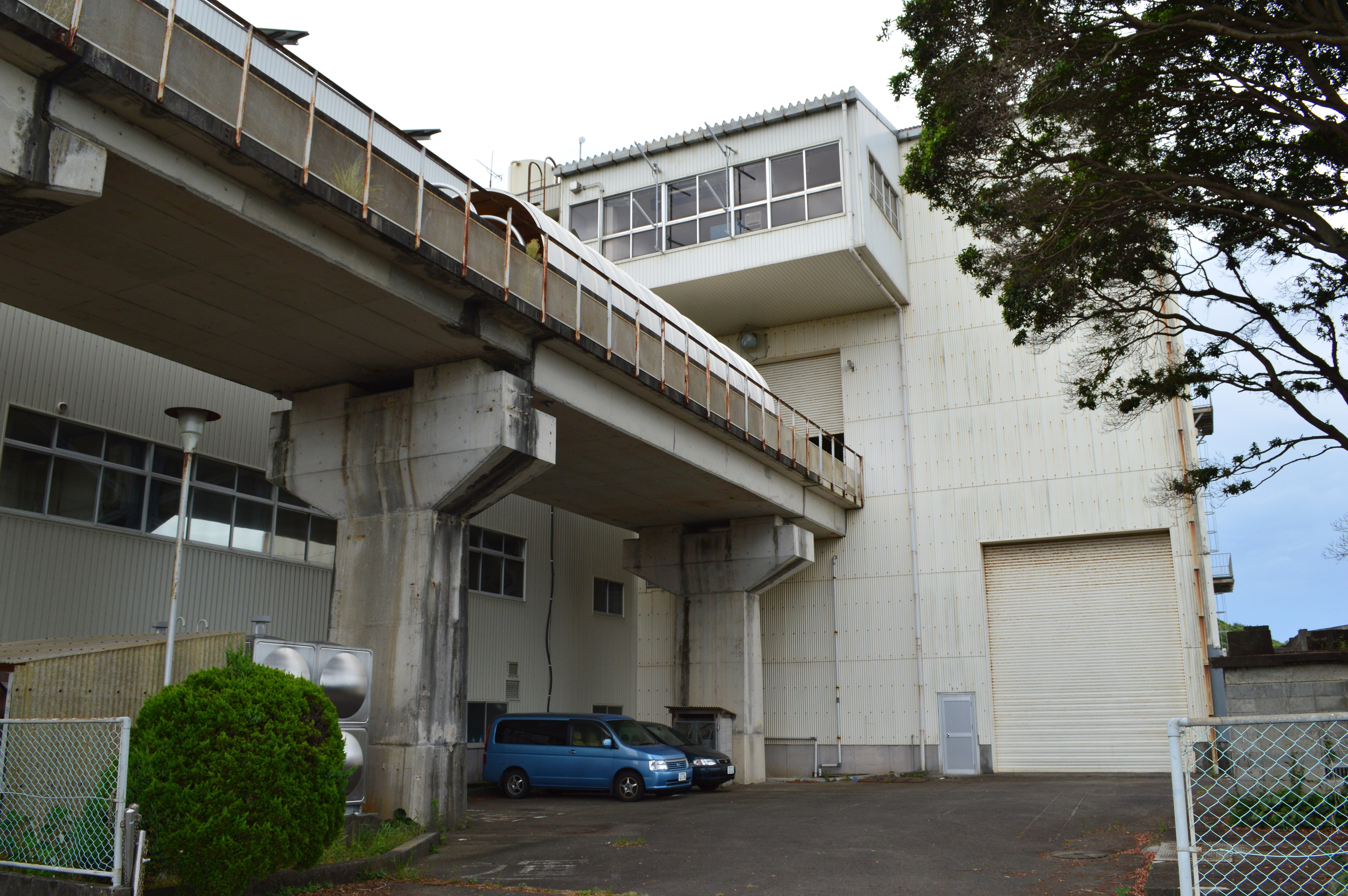
実験センター跡地
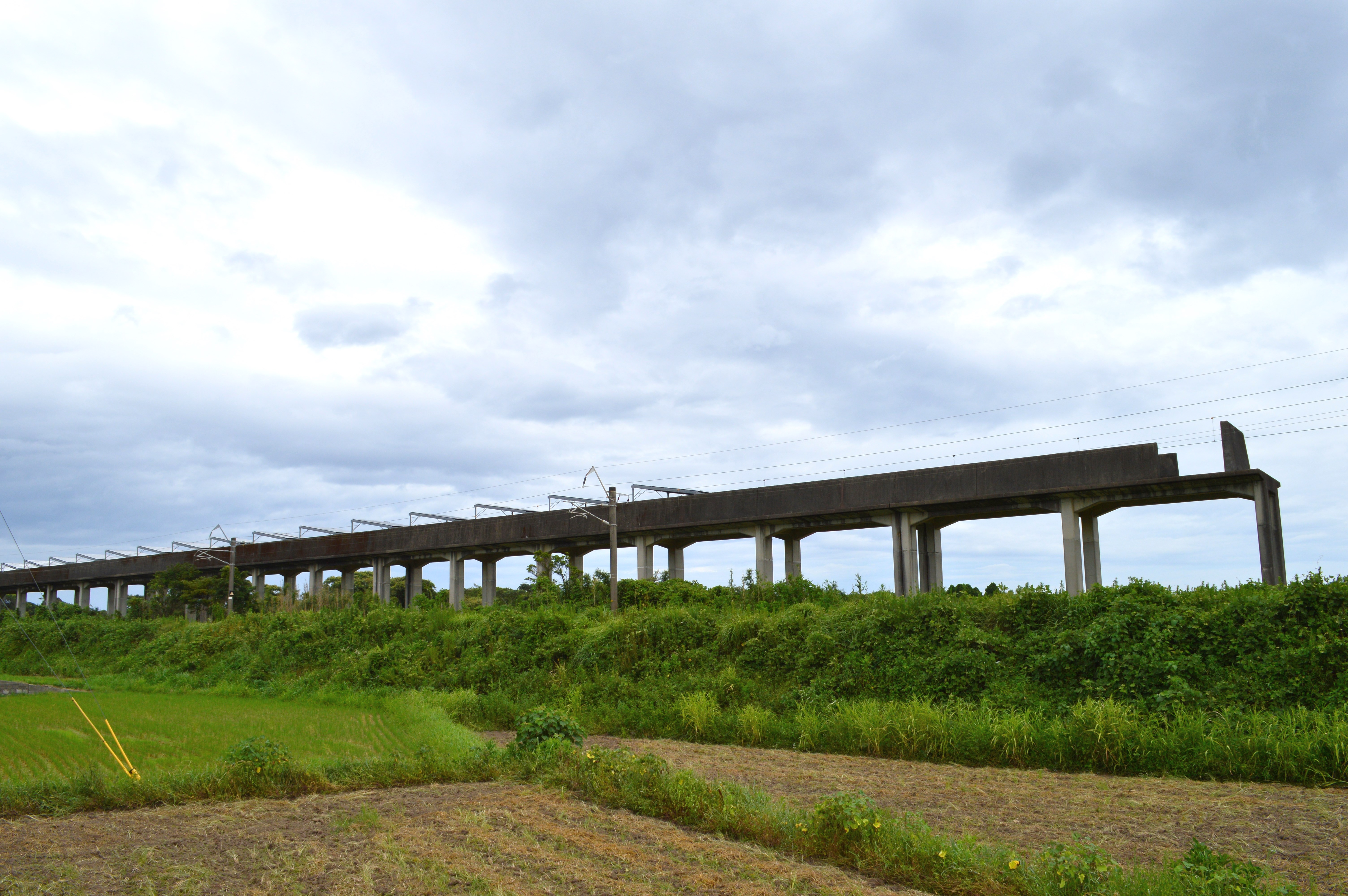
都農側末端

## 山梨実験線

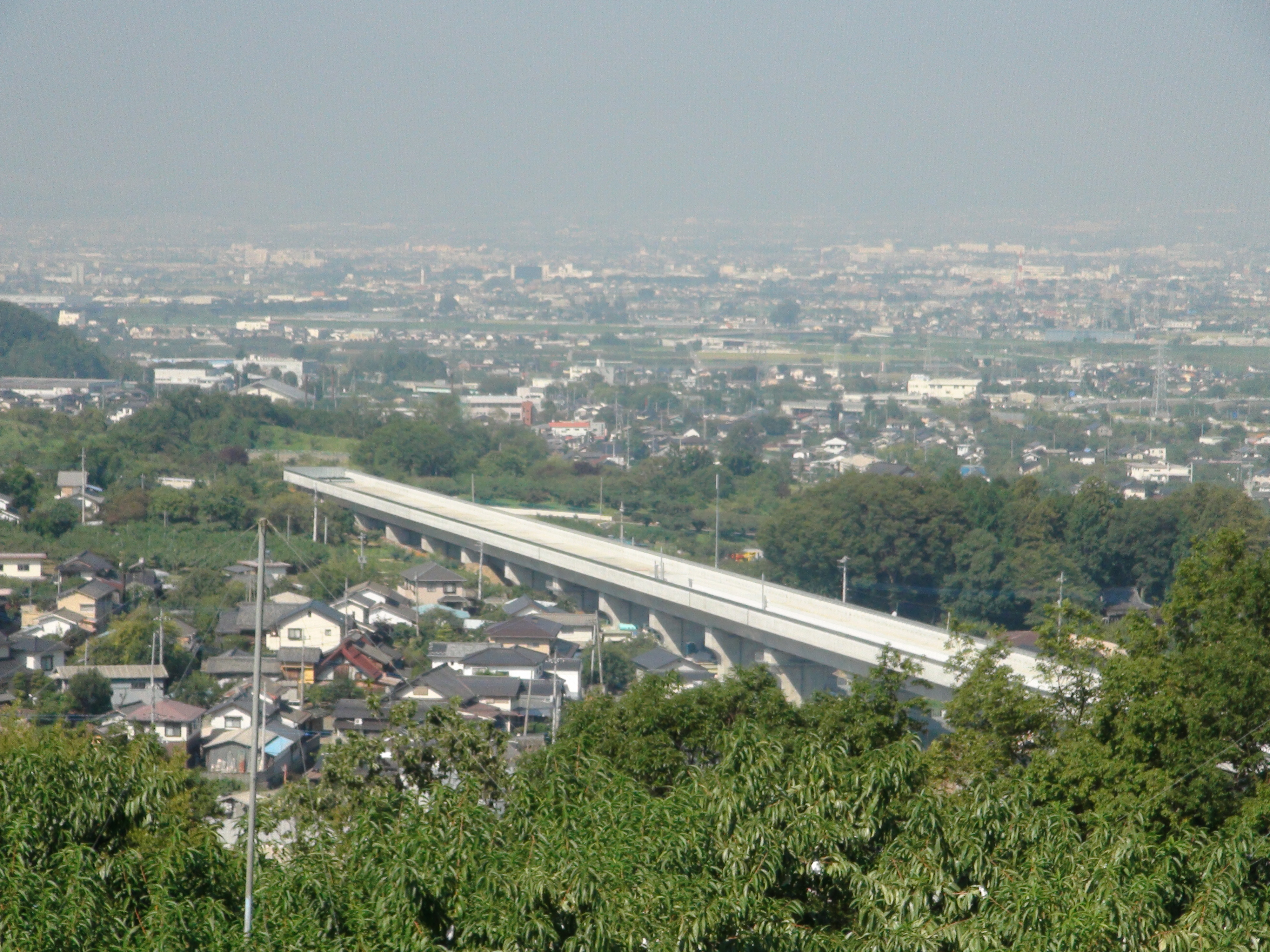
山梨実験線の西端部遠望。笛吹市前間田付近。後方は甲府盆地。2013年9月20日撮影

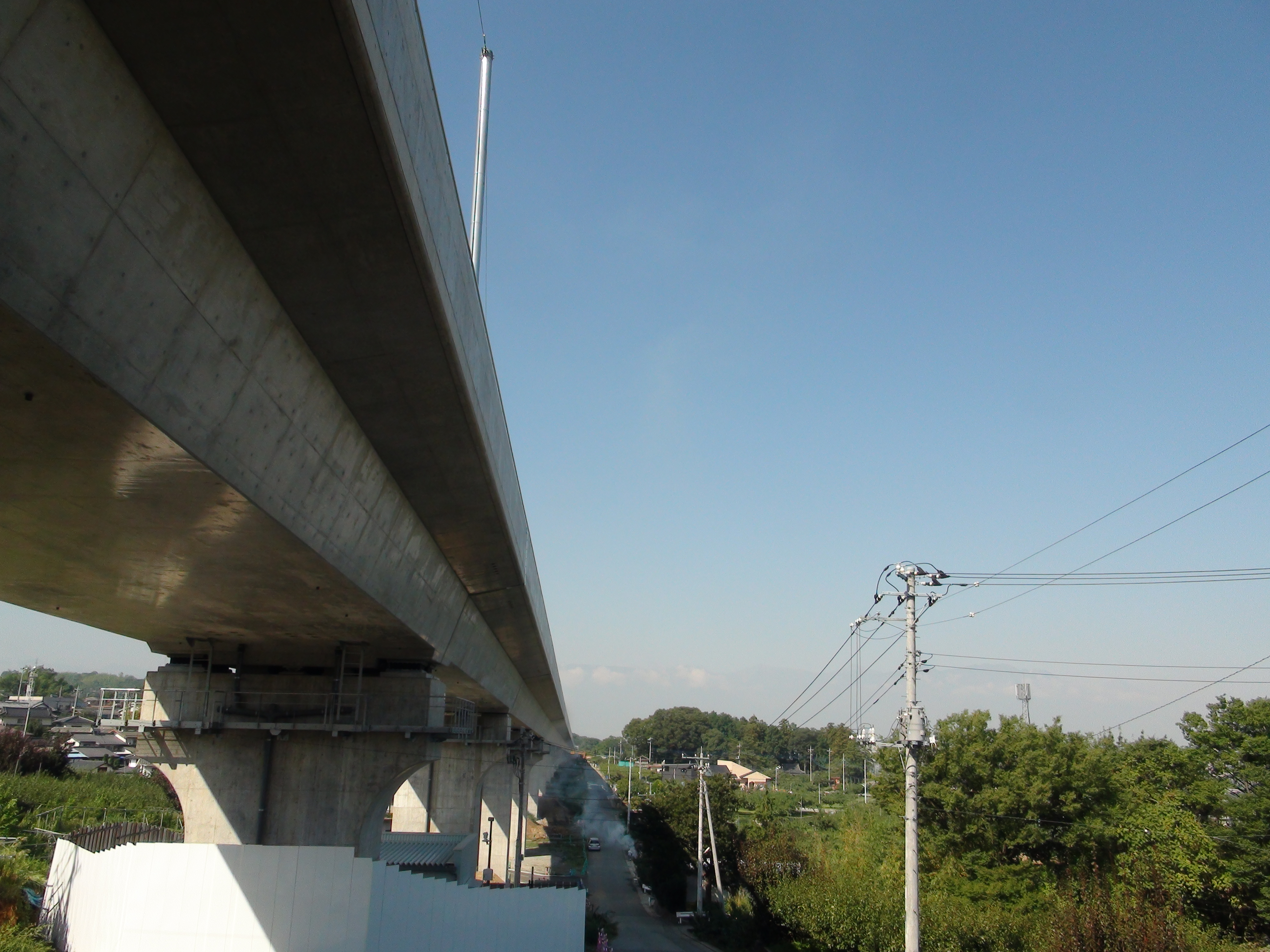
上記画像の高架橋下部の様子。

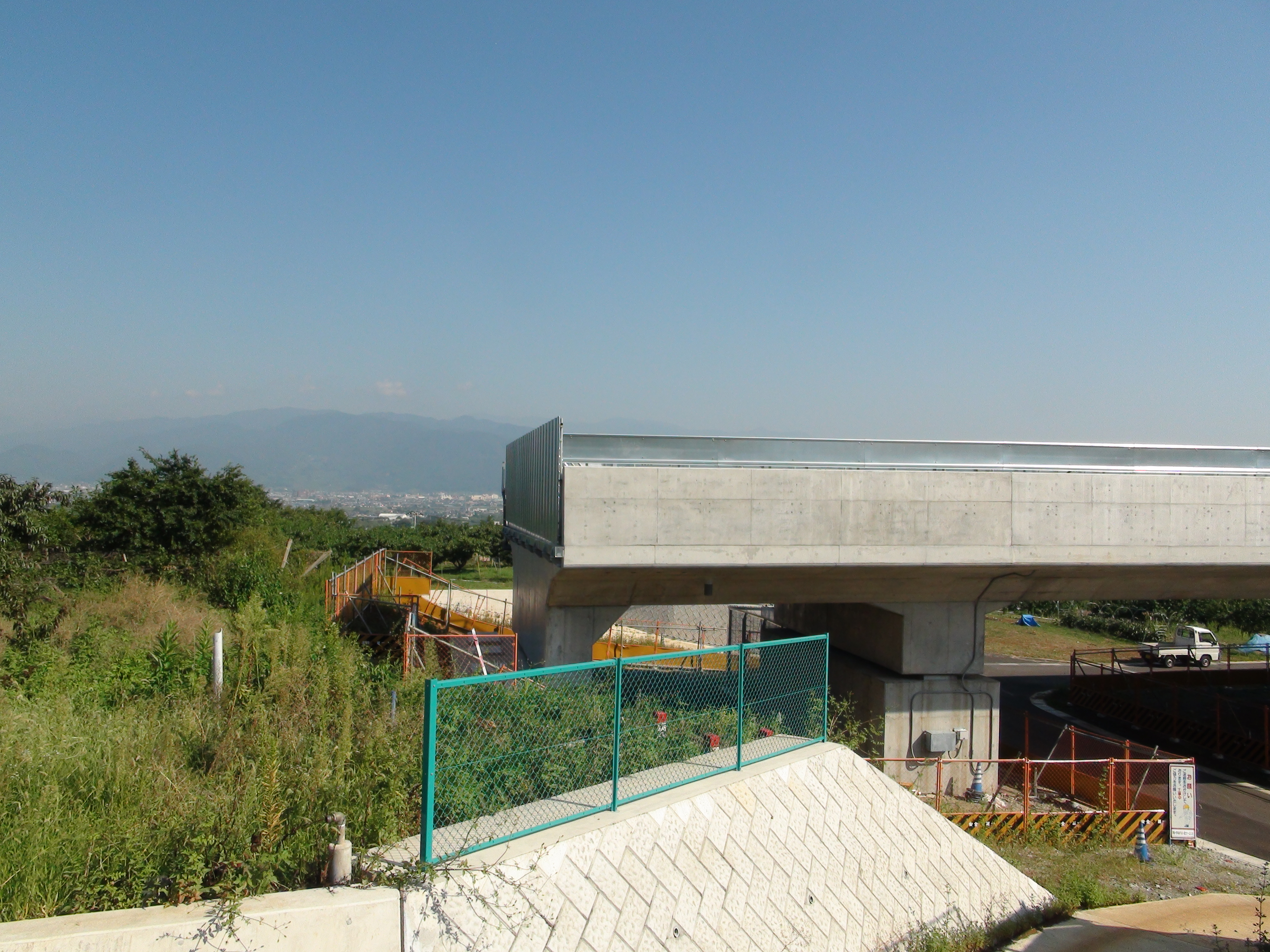
2013年9月時点の山梨実験線最西端。

宮崎実験線での成果と、それに関する1987年（昭和62年）の運輸大臣・石原慎太郎の発言を受けて、1988年（昭和63年）から運輸省が超電導磁気浮上式鉄道検討委員会（委員長: 東京大学教授・松本嘉司）を発足させて、新実験線において必要とされる技術開発要素と、そのために実験線に必要とされる要件を定めた。
委員会では、500 km/hで走行する時間が3分間は必要だと判断し、500 km/hまでの加速・減速に必要な距離を考慮すると、新実験線の延長は40 km程度が必要であると決定した。その上で、将来的に長距離の高速鉄道を目指すならば、急勾配区間やトンネル区間での試験は不可欠であるとして、実験線がそういった条件を含むこと、40 km程度の実験線建設には巨額の経費が必要であることから、実験線を将来的に営業線に転用できる見込みがあること、地元が用地買収等に協力すること、などを実験線の位置選定方針として定めた。
1987年（昭和62年）10月に国土庁が超電導リニアの技術開発に関する全国調査を行い、これに取り組む意思があると表明した全国18の道府県が、実験線の候補地とされた。 この時期に路線の構想があったのは、北海道（札幌市-千歳市間）、山梨、宮崎の3箇所の他、大宮 - 成田空港（埼玉県、茨城県、千葉県）、小千谷 - 柏崎 - 上越（新潟県）、北九州 - 宮崎 - 鹿児島（福岡県、大分県、宮崎県、鹿児島県）のルート。
そして1989年（平成元年）2月の委員会で、北海道（札幌市-千歳市間）、山梨、宮崎の3箇所に候補地が絞られた。最終的に同年8月の委員会で、将来的な中央新幹線への転用の可能性を考慮して、山梨県が実験線の場所として選定された。山梨が選定された理由としては、トンネル走行実験の必要性も挙げられている。なお北海道は札幌と新千歳空港を結ぶ空港連絡鉄道に転用できる、積雪・寒冷地実験が可能であるというメリットがあった。
検討の過程で、石原運輸大臣は北海道に肩入れしていたが、山梨への誘致には元自民党副総裁である金丸信が大きな役割を果たしたとされる。山梨県は、134億円の無利子貸し付けおよび工事に際して発生した残土の廃棄場など総額200億円ほどの支出を行った。
1990年（平成2年）11月に、山梨実験線が着工された。しかし用地取得などが難航したことから、1992年（平成4年）7月になって、全区間42.8 kmのうち、中間部分の18.4 kmを先行区間として、この部分のみを完成させることになった。1996年（平成8年）7月に、超電導磁気浮上式鉄道山梨実験センターが開所し、11月からは牽引車両が牽引する形で、MLX01の走行試験が始まった。
翌1997年（平成9年）から本格的な走行実験が行われた。車輪での走行実験から着手し、続いて浮上式の実験を開始し、次第に加速していき、年内に有人で531 km/h、無人で550 km/hの記録を達成した。これにより、宮崎実験線で持っていた記録を有人・無人ともに上回り、さらに磁気浮上式鉄道で有人走行の最高記録であったドイツのトランスラピッドの記録や、鉄道で有人走行の最高記録であったフランスのTGVの記録も上回って、鉄道の世界最高速度記録となった。
山梨実験線では、宮崎実験線で行えなかった実験に取り組んでいる。複線となったことを利用して超高速列車同士のすれ違い実験を実施しており、1998年（平成10年）12月には相対速度966 km/h、1999年（平成11年）11月には1,003 km/h、2004年（平成16年）11月16日には1,026 km/hを達成している。またトンネル区間を利用して、トンネル内の圧力変動や車両への影響を評価している。宮崎実験線では電力変換所は1箇所のみであったため、変換所間でのわたり試験は模擬的なものしか実施できなかったが、山梨実験線では2つの電力変換施設（所在地は1箇所）を設置しており、この間での列車の受け渡し実験を行っている。また複数列車の同時制御試験や実験センターに設置された待避線を利用した追い越し試験も行っている。
2005年（平成17年）3月には、国土交通省超電導磁気浮上式鉄道実用技術評価委員会により実用化のめどが立ったとの評価を受け、2007年（平成19年）1月には実験線の先行区間以外の区間（一般区間）への延長工事に着手した。
1998年5月より抽選による無料試乗会が不定期に行われていたが、技術開発や工事への専念を理由に2007年（平成19年）4月をもってこれを一旦終了した。9年間実施された試乗会では、関係者と一般あわせて14万人以上が参加していた。その後、2014年11月から体験乗車を再開した。
2006年（平成18年）4月27日、山梨実験線の全線（上野原市 - 笛吹市）を完成させることがJR東海から発表され、2008年5月30日に着工し、2013年8月29日から全線で走行試験が開始された。

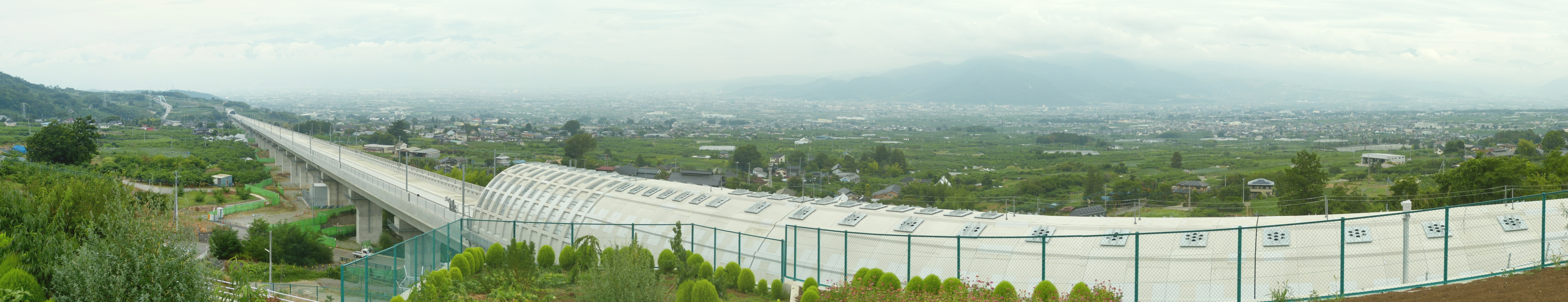
笛吹市御坂町を通る山梨実験線。トンネルの出入口部分には防音フードが設けられている。

### 山梨実験線基本データ
- 延長距離：全長42.8 kmのうち、先行区間18.4 km
  - 先行区間起点：山梨県大月市笹子町笹子
  - 先行区間終点：山梨県都留市朝日曽雌
- 複線区間：先行区間のほぼ全線
全線の内、大部分（約16 km）がトンネル区間である。
- 開設：1997年（平成9年）
- 最急勾配：40 ‰
- 最小曲線半径：8,000 m
- 最寄の鉄道駅：田野倉駅、禾生駅（富士山麓電気鉄道富士急行線）

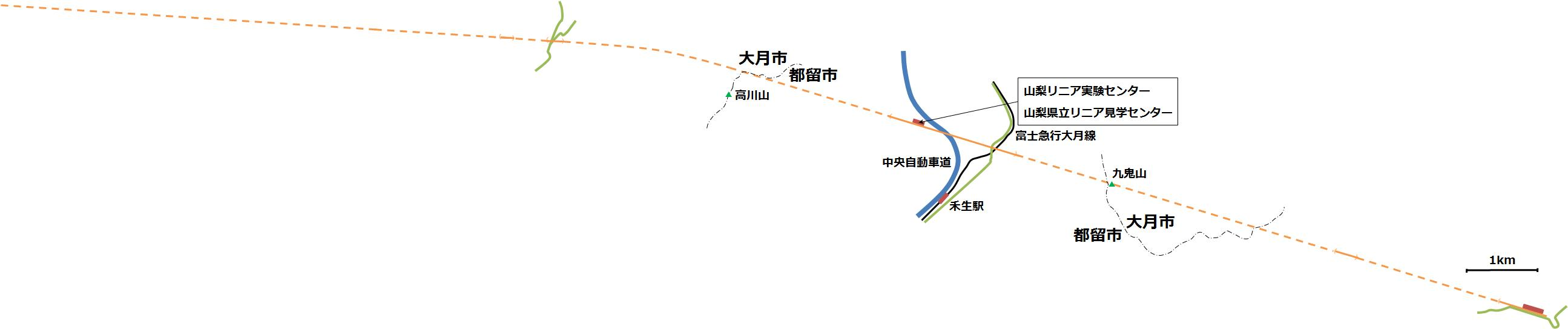
実験線の路線図（延伸工事前）

山梨実験線は甲府側を起点としており、笛吹市境川が起点、上野原市秋山が終点とされている。起点から16.6 km地点が先行区間の起点で大月市に位置しており、35.0 km地点が先行区間の終点で都留市に位置している。先行区間のほとんどは複線であり、北側の線を北線、南側の線を南線と呼んで区別している。
先行区間起点は笹子トンネルの中に位置しており、終点へ向けて最初から40 ‰の最急の下り勾配になっている。笹子トンネル自体はより長いトンネルであるが、先行区間で供用されているのは5,983 mである。中間のわずかな明かり区間をはさみ、初狩トンネル（463 m）、高川トンネル（3,960 m）がある。高川トンネル内には半径8,000 mの最急曲線が存在する。この半径8,000 mの横曲線は、縦曲線（28 ‰ ～ 3 ‰勾配変更の緩和曲線）と複合曲線（横曲線・縦曲線各々の超過遠心力を打ち消し合う）を構成する。
高川トンネルを出ると、実験線でもっとも長い1.4 kmの明かり区間がある。この区間の北側に実験センターと山梨県立リニア見学センターがある。また南側には電力変換所が設置されている。実験センターを過ぎると、中央自動車道富士吉田線を跨ぎ越す全長132 mの小形山架道橋を横断する。日本の鉄道橋として初めてニールセンローゼ形式のアーチ橋を採用した。1995年（平成7年）11月7日には、高速道路脇で組み立てたアーチを回転させて道路を跨ぎ越して架設する工事が行われ、高速道路を通行止めにしたうえで約45分を掛けて回転した。末端部の移動距離は約66 m、回転角度は約30 度であった。またこの明かり区間では東側で桂川・国道139号・富士急行線も全長296 mの桂川橋梁で跨ぎこす。
最大の明かり区間を過ぎると、九鬼トンネル（3,927 m）、朝日トンネル（1,793 m）があって、朝日トンネルを出たところで先行区間終点となる。九鬼トンネル内から朝日トンネルの中間付近まで40 ‰の上り勾配となる。先行区間の終点付近には実験線の車両基地があり、液体ヘリウムの精製作業や超電導磁石の励磁作業などもここで行われている。

### 山梨実験線年表
- 1987年（昭和62年）10月 - 超電導リニアの技術開発に関する国土庁調査
- 1988年（昭和63年）8月 - 超電導磁気浮上式鉄道検討委員会発足。
- 1989年（平成元年）
  - 2月 - 北海道・山梨・宮崎の3箇所を候補地に選定。
  - 8月 - 山梨を実験線建設地として選定。
- 1990年（平成2年）
  - 6月25日 - JR東海と鉄道総研が技術開発基本仕様書を策定、運輸大臣承認を受ける[24]。
  - 11月28日 - 山梨実験線着工[24]。
- 1992年（平成4年）7月 - 中間部の18.4 kmを先行区間として建設する方針に変更。
- 1995年（平成7年）11月7日 - 中央自動車道富士吉田線を横断する小形山架道橋の架設工事を実施、中央自動車道の一時通行止めを実施。
- 1996年（平成8年）
  - 7月1日 - 超電導磁気浮上式鉄道山梨実験センター発足[24]。
  - 9月 - 実験線先行区間がほぼ完成[37][38]。
  - 11月 - 牽引車両によるMLX01の走行試験を開始。
- 1997年（平成9年）
  - 2月17日 - MLX01の車輪式の自力走行による走行試験を開始[39]。
  - 4月3日 - 基本走行試験開始[24]のテープカット。
  - 5月30日 - 初めての浮上走行実験[40]。
  - 9月12日 - 有人走行実験で421 km/hを達成、宮崎実験線での有人走行の最高記録411 km/hを上回る[26]。
  - 10月3日 - 有人走行実験で451 km/hを達成、トランスラピッドでの磁気浮上式鉄道有人走行の最高記録450 km/hを上回る[26]。
  - 12月12日 - 有人走行実験で531 km/hを達成、TGVでの鉄道有人走行の最高記録515.3 km/h、および宮崎実験線での無人走行の最高記録517 km/hを上回る[26]。
  - 12月24日 - 無人走行実験で550 km/hを達成[26]。
- 1998年（平成10年）12月 - 相対速度966 km/hでのすれ違い実験を実施。
- 2000年（平成12年）4月 - 第二期走行試験開始。
- 2003年（平成15年）12月 - 有人走行実験で581 km/hの過去最高記録を達成。
- 2005年（平成17年）3月 - 国土交通省超電導磁気浮上式鉄道実用技術評価委員会により実用化のめどが立ったとの評価を受ける。
- 2007年（平成19年）1月 - 山梨実験線建設計画の変更（実験線の延長）を国土交通大臣が承認。
- 2008年（平成20年）5月 - 実験線の42.8 kmへの延長工事に着工。
- 2011年（平成23年）9月末 - 先行区間での走行試験終了。累計走行距離は約87万4000km。
- 2013年（平成25年）8月29日 - 全区間完成。L0系による走行試験開始。
- 2015年（平成27年）4月21日 - L0系900番台で603 km/hの有人走行を行い、鉄道における世界最高速度記録を更新。
- 2020年（令和2年）8月17日 - 改良型L0系950番台2両が900番台5両とB編成を組成して、試験走行を開始。

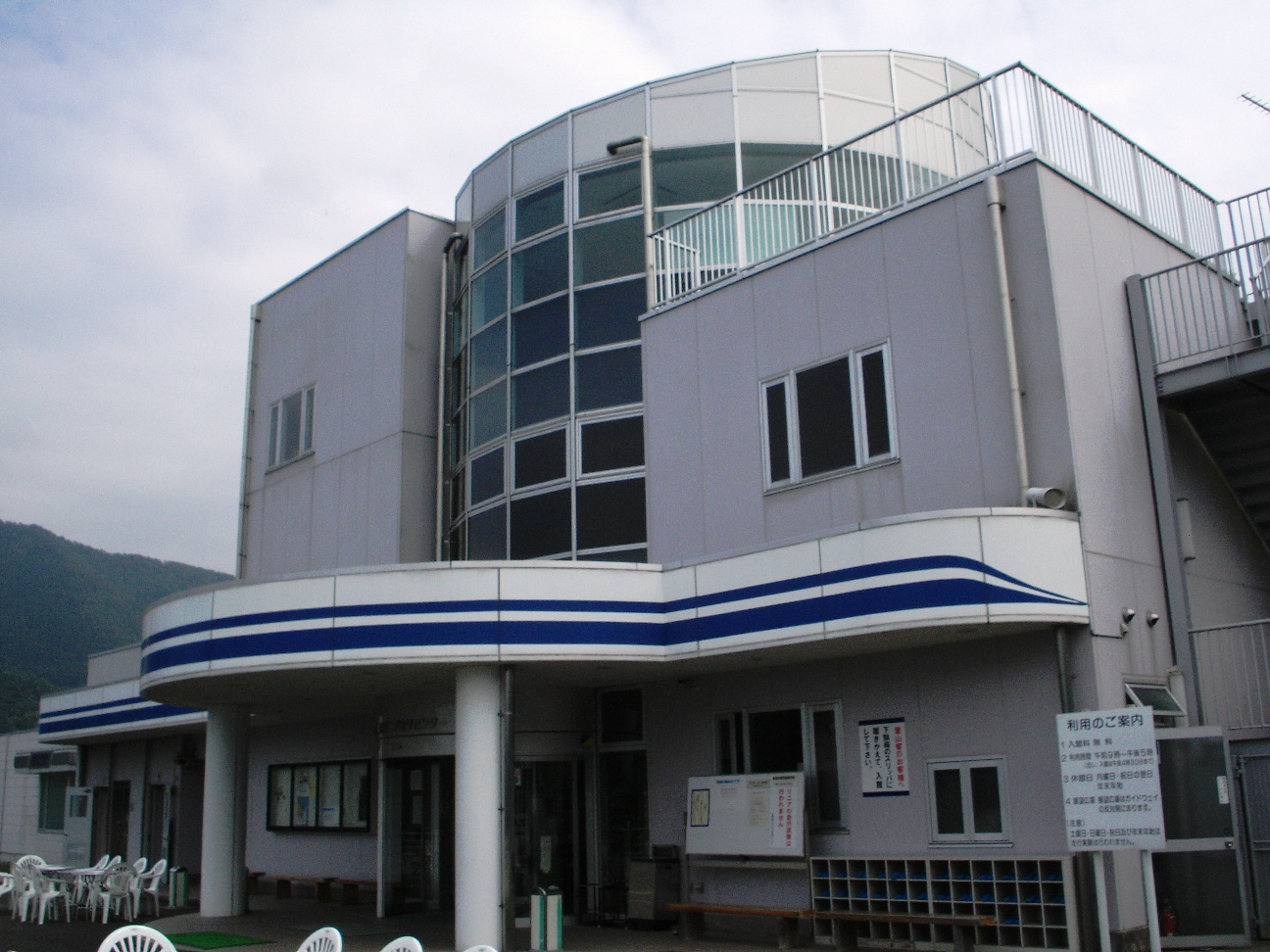
ビジターセンター
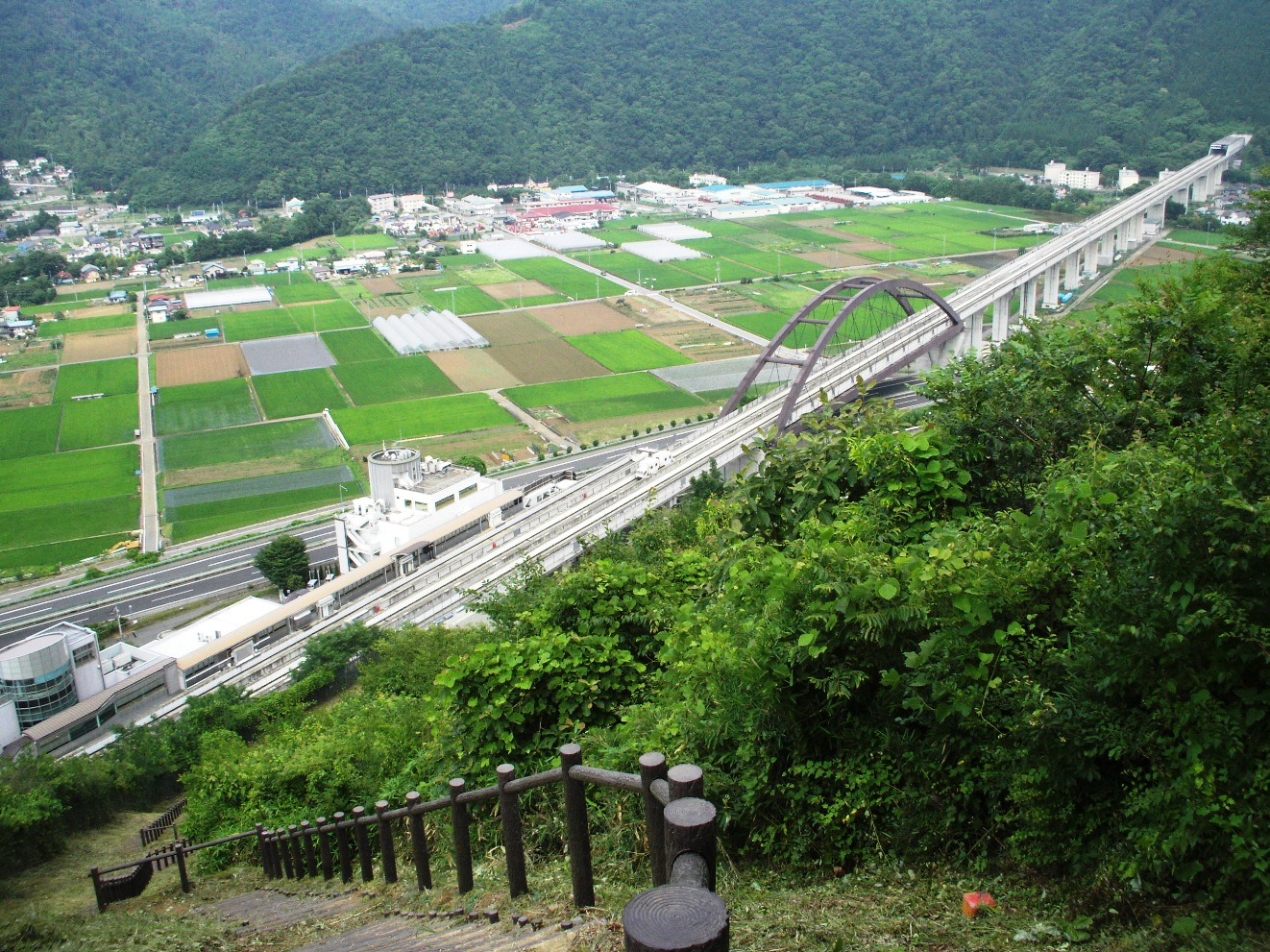
実験線
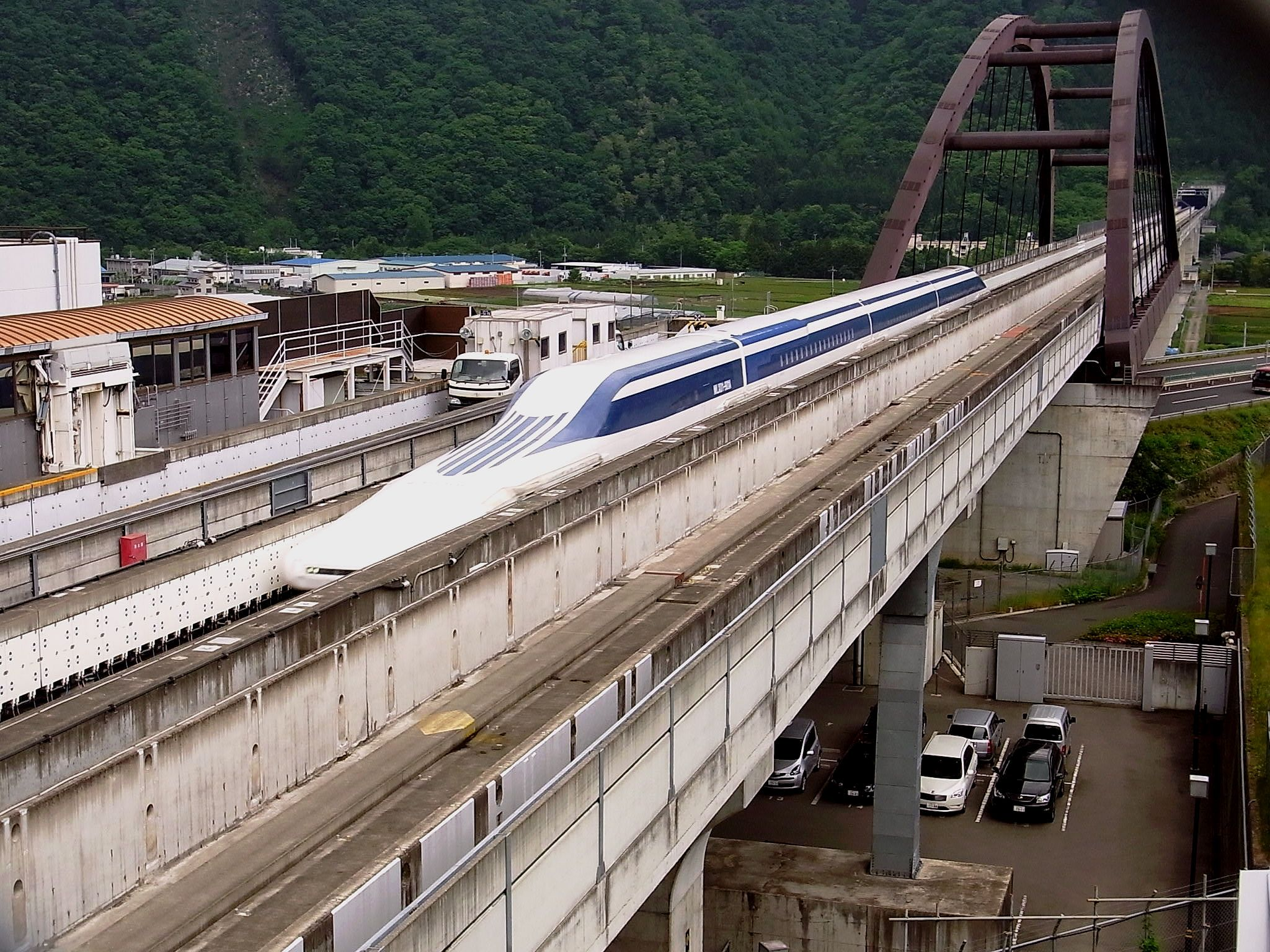
MLX01系車両の走行試験（2010年5月31日撮影）
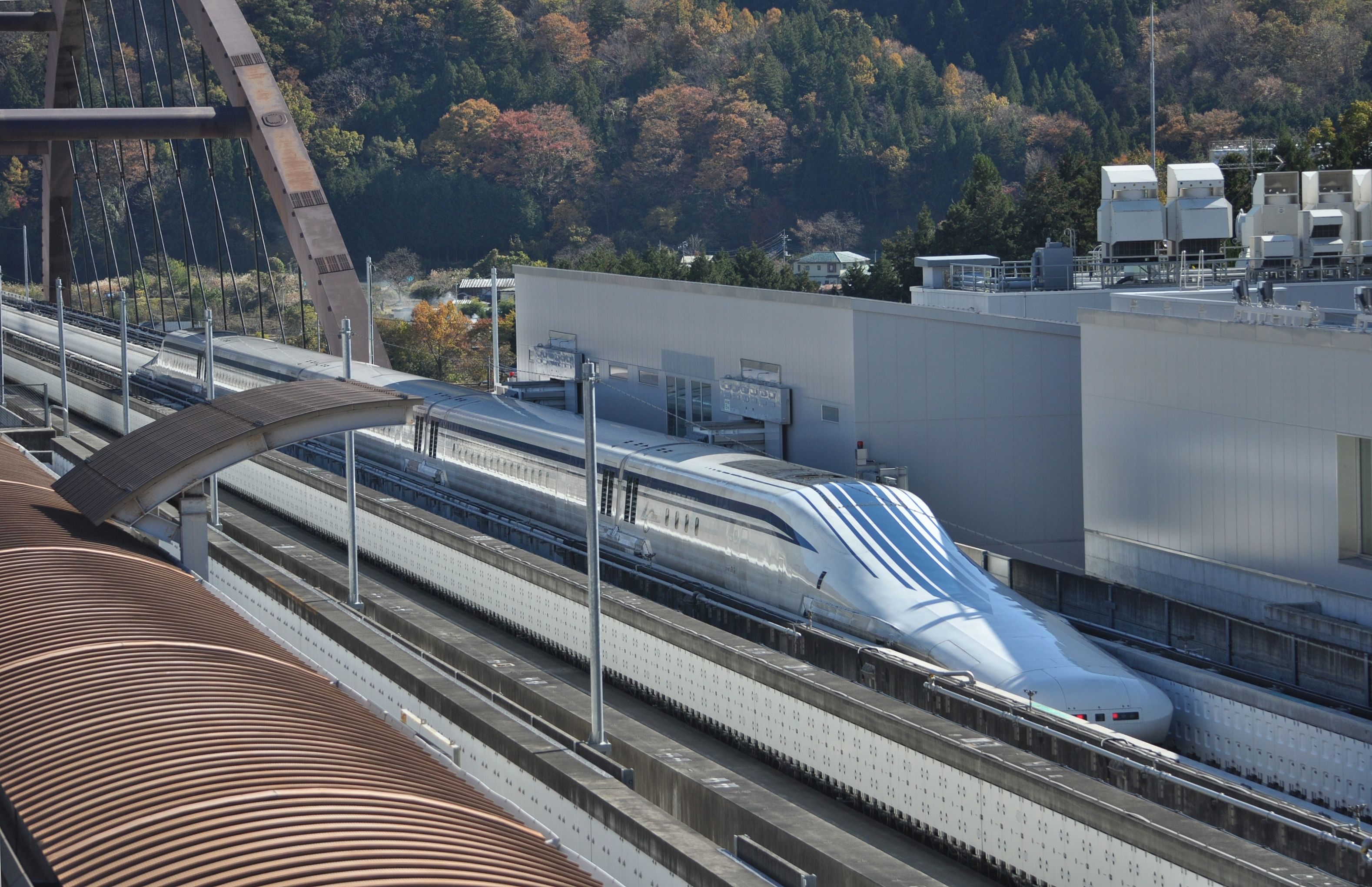
L0系車両走行試験（2017年11月16日撮影）
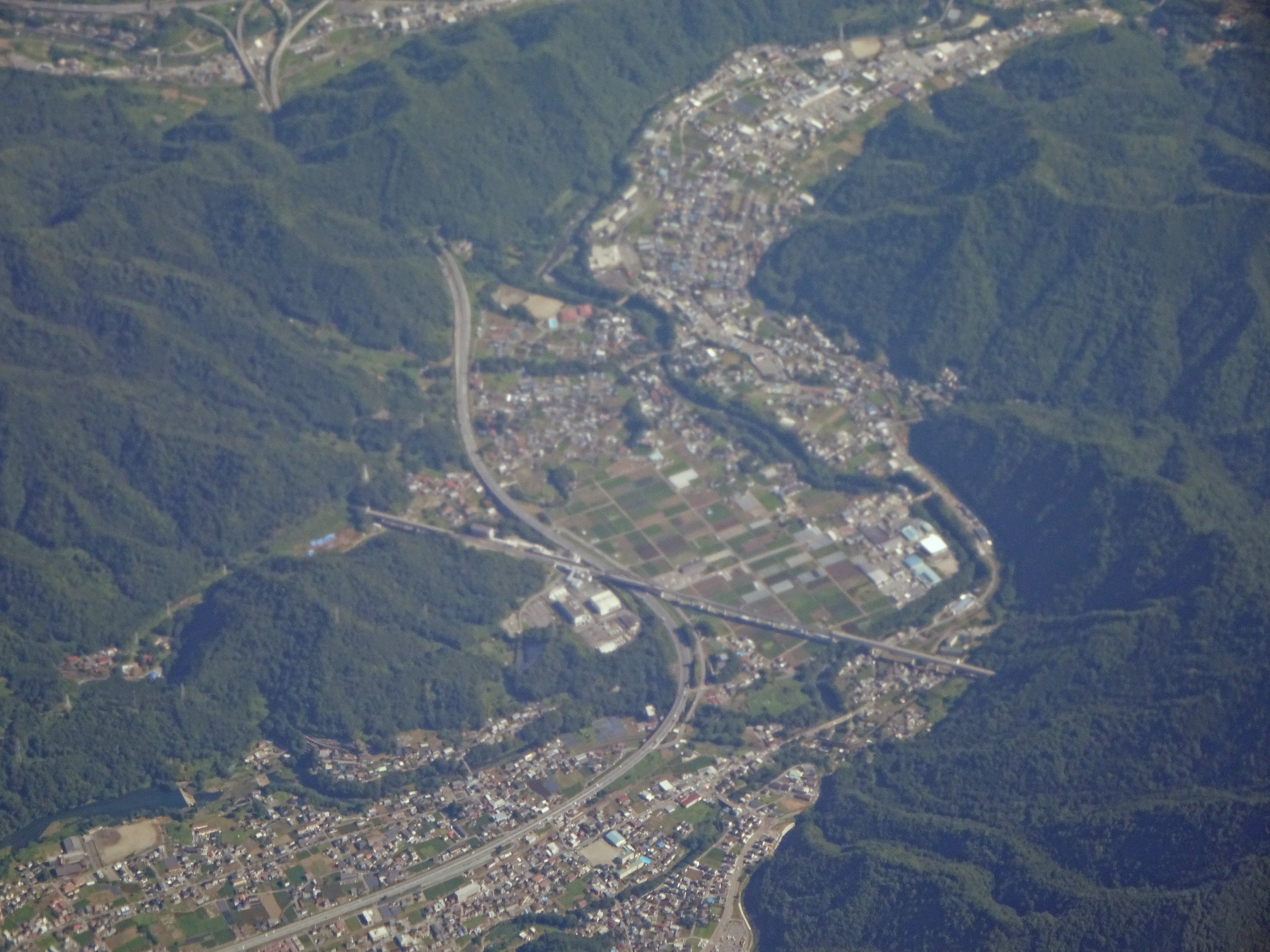
山梨県立リニア見学センター周辺空撮（2024年）